# アリストスティグマート
アリストスティグマート (ドイツ語: Aristostigmat)は、ヒューゴ・メイヤーによって開発された歴史あるカメラレンズである。技術的にはダブルガウスの発展型に位置づけられる。

## 概要

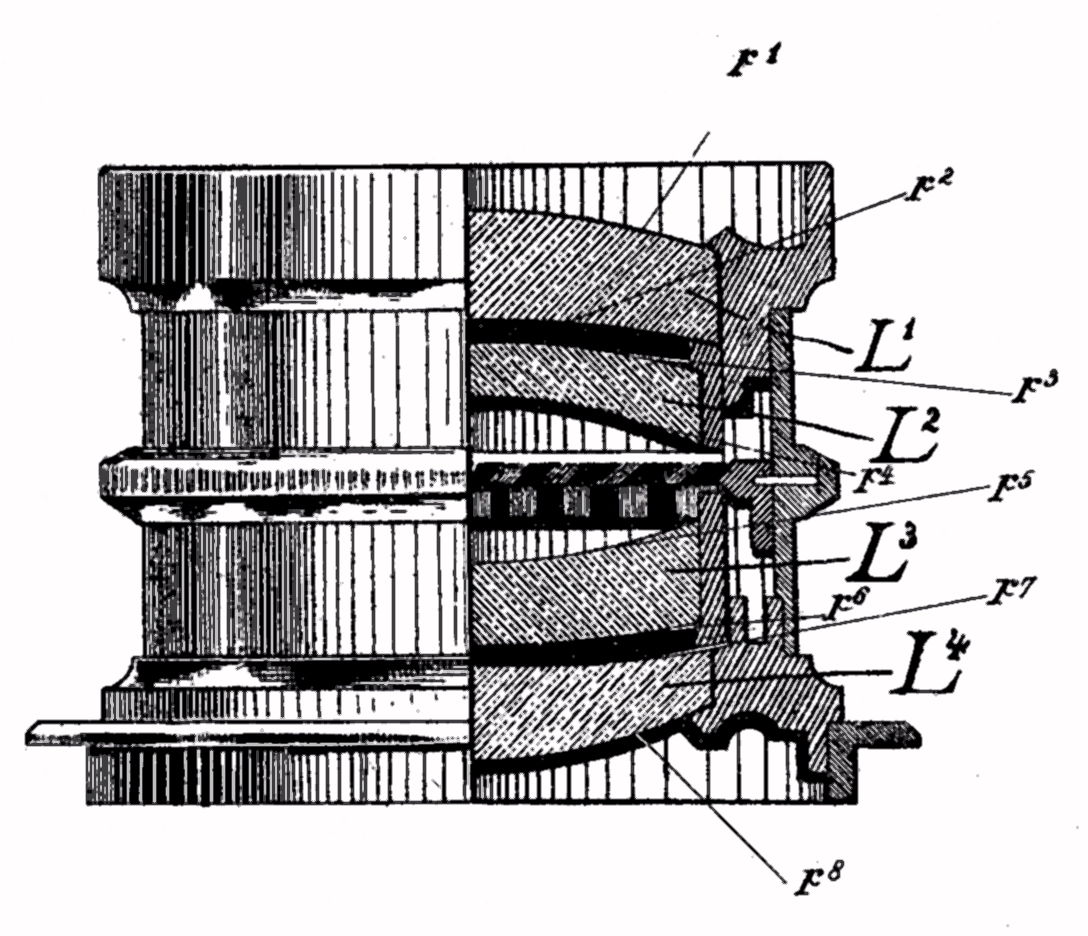
アリストスティグマートレンズ構成図

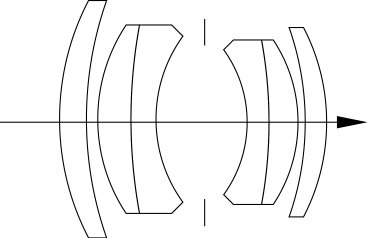
ダブルガウスレンズ構成

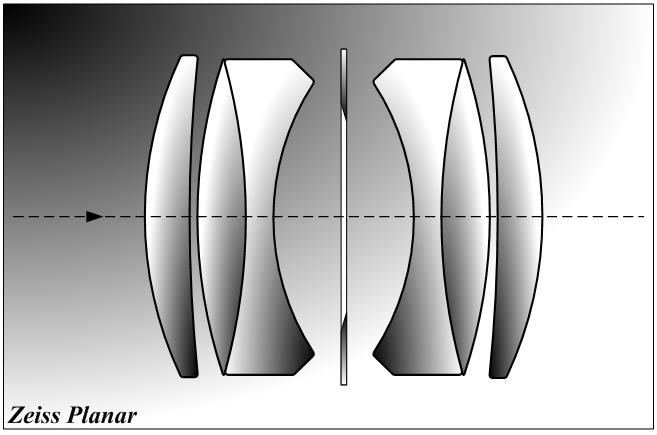
プラナーレンズ構成

1888年にアメリカ人のアルヴァン・クラークが4枚のレンズから成るダブルガウスレンズの特許を取得した。
その後、ヒューゴ・メイヤーはダブルガウスレンズに大幅な改良を施し他レンズの開発に成功した。また、新しい硝材を使用することで、球面収差と色収差だけでなく非点収差の補正も可能にした（ 1900年6月10日のドイツ帝国特許（DRP）125560）。クラークが特許を取得したダブルガウスレンズでは球面収差、色収差、非点収差の補正ができていなかった。
当時、パウル・ルドルフがカール・ツァイス向けに開発したばかりのダブルガウス型の発展であるプラナーでも非点収差を補正するには6枚のレンズが必要であった。（ただしプラナーは像面湾曲も補正されている。)
アリストスティグマートは、前玉と後玉がほぼ対称的に配置され非接着な前後2組のレンズで構成されている。当時は、レンズ枚数が多い場合に発生する反射を軽減する反射防止コーティング技術が無かったため、カメラレンズ設計者は反射防止のため強い曲面のレンズの使用を選択する必要があった。
1936年のメイヤーのカタログには、開放 f/ 値が4.5の明るくて画角が75度の製品と開放 f/ 値が6.3 (画角90度) のアリストスティグマートのレンズが2本掲載されている。後者は「グループ、ポートレート、室内、その他の場面」に使える万能レンズである。さらに、画角100度の広角アリストスティグマート開放 f/ 値9があり、同社自身の説明によれば当時最高の広角レンズであった。

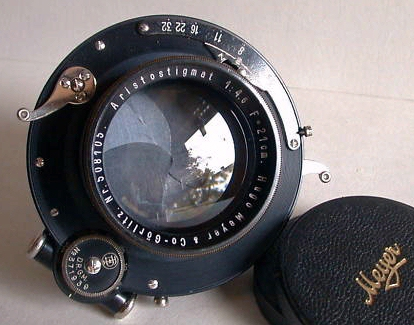
Hugo Meyer & Co., Görlitz
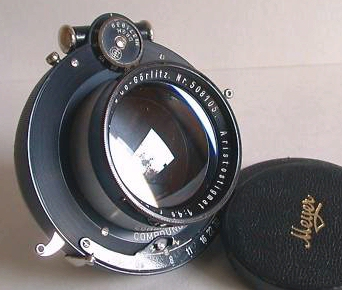
Aristostigmat 1:4,6/21 cm
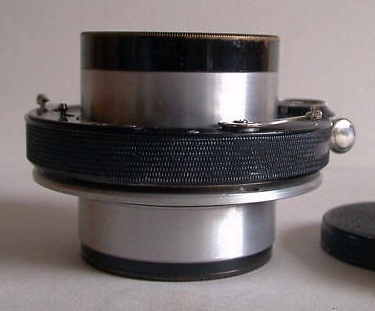
Mit Zentralverschluss
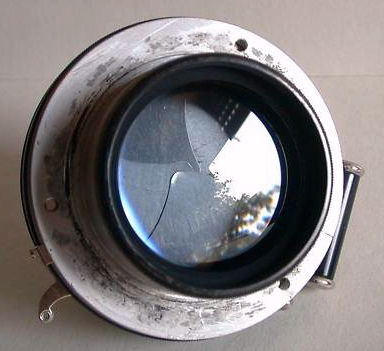